# Samurai Sessions Vol. 2
A Samurai Sessions Vol. 2 Miyavi japán rockzenész tizenegyedik stúdióalbuma, mely 2017. november 8-án jelent meg. Többszerzős album, számos ismert japán zenész közreműködésével. A lemez 11. volt az Oricon slágerlistáján és 9. a Billboard Japan listáján.

## Számlista
| #   | Cím                                                                    | Szerző(k) | Hossz |
| --- | ---------------------------------------------------------------------- | --------- | ----- |
| 1.  | Dancing With My Fingers (ft. Miura Daicsi)                             |           | 4:11  |
| 2.  | Gemstone (ft. SKY-HI)                                                  |           | 4:02  |
| 3.  | Fight Club (ft. Shokichi)                                              |           | 3:32  |
| 4.  | Banzai Song (ft. Verbal)                                               |           | 3:25  |
| 5.  | Bumps In The Night (ft. Maszato (Coldrain))                            |           | 3:06  |
| 6.  | No Thanks Ya (ft. Chanmina)                                            |           | 2:33  |
| 7.  | Flashback (ft. KenKen)                                                 |           | 3:00  |
| 8.  | All My Life (ft. Hyde)                                                 |           | 3:47  |
| 9.  | Forget You (ft. Che’Nelle)                                             |           | 3:38  |
| 10. | Slap It                                                                |           | 2:54  |
| 11. | Long Nights (ft. Sonita) (csak digitálisan)                            |           | 4:34  |
| 12. | Dancing With My Fingers werfilm (bónusz az iTunes-előrendelések mellé) |           |       |